# Сабейське царство
15°27′00″ пн. ш. 45°20′00″ сх. д. / 15.45° пн. ш. 45.333333333333° сх. д.

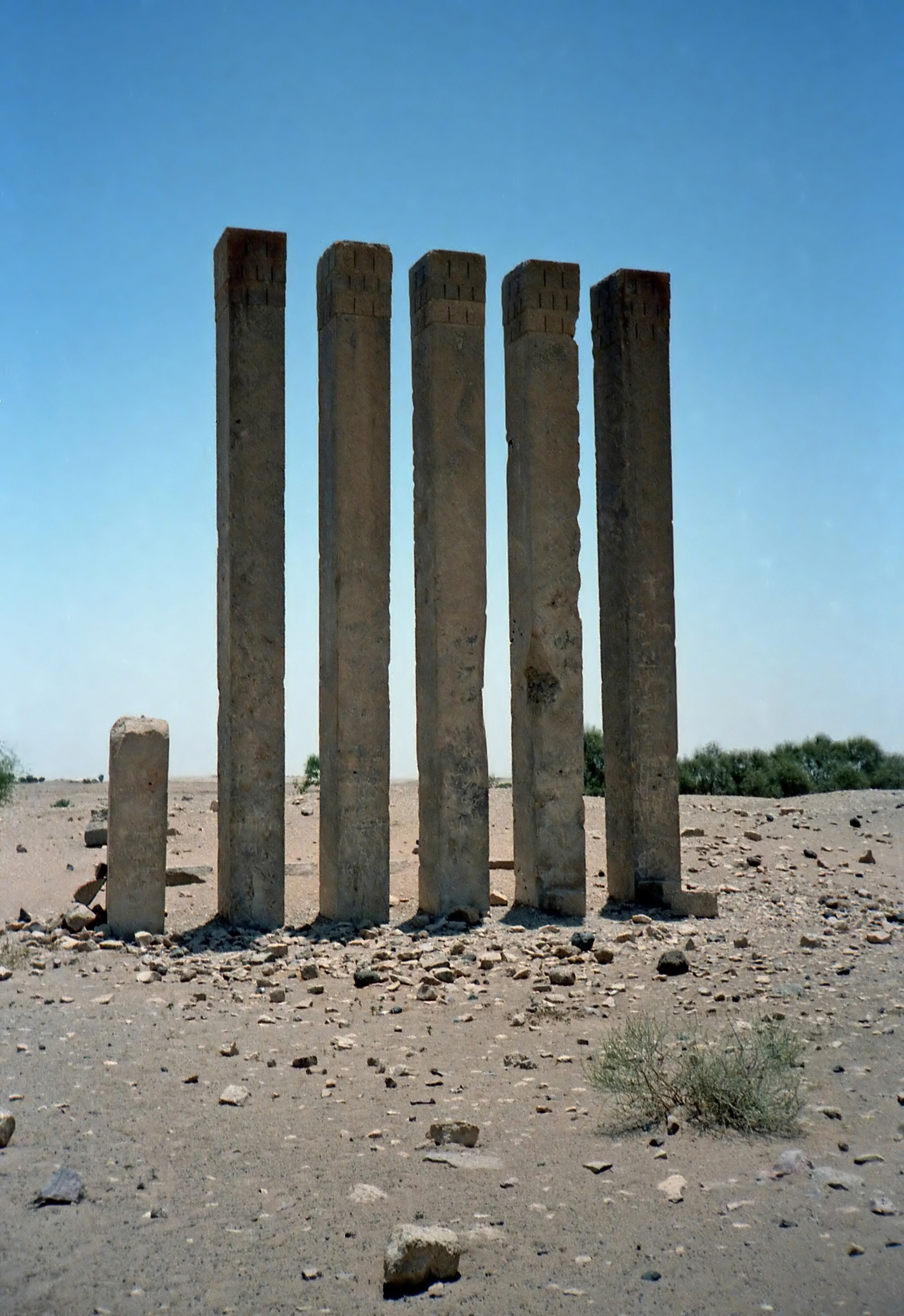
Руїни Сабейського храму Бар'ян біля Сабейської столиці, Маріба.

Сабе́йське ца́рство (саб. 𐩪𐩨𐩱 SBʾ; івр. שְׁבָא, трансліт. Šəḇāʾ; араб. سبأ, трансліт. Sabaʾ; геез: ሳባ, трансліт. Sabaʾ), відоме також як Саба, Шеба — держава, що існувала в давні часи на узбережжі Червоного моря. Наразі немає єдиної точки зору щодо розташування Сабейського царства. Деякі вченіякі? стверджують, що воно знаходилося на терирторії сучасного Ємену на півдні Аравійського півострову. Інші — що воно знаходилося на території сучасних Еритреї та Ефіопії. Оскільки ці території розділені лише вузькою протокою, ймовірно, що в різні часи ця держава включала землі обох цих регіонів.
В античному світі було знане як постачальник пахощів. В арабських джерелах іменується плем'ям Саба. Ймовірно, звідси була цариця Савська.

## Періодизація
Сабейська цивілізація — одна з найдавніших на Близькому Сході — склалася в кінці 2-го тис. до н. е. на території Південної Аравії, в родючому, багатому водою і сонцем регіоні, який знаходиться на кордоні з пустелею Рамлат ас-Сабатейн, мабуть, у зв'язку з переселенням сабе з північно-західної Аравії, пов'язаних зі становленням трансаравійського Шляху пахощів. А. Г. Лундін висловлювалися припущення (поки недостатньо підтверджені фактами), що спершу, у середині 2-го тисячоліття до н. е. в союз Саба входило три аравійських племені (основу потуги Саби заклав Каріб'іл Ватар II), але приблизно в XIII або XII столітті до н. е. до нього приєдналися ще три, які об'єднуються перш в союз Файшан.
Історія Сабейського царства підрозділяється на три основних періоди:
1. Період мукарібів Саба (приблизно перша половина I тис. до н. е.).
2. Період царів Саба (приблизно друга половина I тис. до н. е.).
3. Період царів Саба і зу-Райдана (I ст. до н. е. — III ст. н. е.)

## Згадування в Біблії
У Старому Заповіті неодноразово говориться про Царство Саба. Двічі у зв'язку з королевою цього царства, яку відвідав Соломон, про що йдеться у першій книзі Царств і другій книзі Хронік (1 Цар. 10:1-13 та 2 Хр. 9:1-12). У книзі Йова згадується напад жителів Саби — Сабейців на будинок Йова (Йов 1:15). У псалмі 72 можна знайти пророцтво найближчого месіанського царства, цар отримує дар золото з Саби (Пс. 72:15). Книга Ісаї в главі 60 розповідає про дари ладану й золота, яке пропонують в Єрусалимі, які приходять із Саби — літургії християнської бачить у тексті оголошення візит мудреців на Різдво Христове. В 6. розділі книги Єремії Бог відкидає дар імпортованих ладан із Саби (Єр. 6:20). Останній раз в Біблії Царство Саба згадується в плачі за падінням Тіра, у книзі пророка Єзекіїля (Єз. 27:20).